# Ogulnius clarus
Ogulnius clarus är en spindelart som beskrevs av Eugen von Keyserling 1886. Ogulnius clarus ingår i släktet Ogulnius och familjen strålspindlar. Inga underarter finns listade i Catalogue of Life.